# Jerry Toth
Jerry Toth (* 15. November 1928 in Windsor, Ontario; † 31. März 1999 in Toronto) war ein kanadischer Jazzmusiker (Saxophone, Klarinette, Flöte), Komponist, Arrangeur und Produzent.

## Leben und Wirken
Toth, Sohn des Cimbalombauers und Geigers Carl Thot, nahm in Toronto Saxophonunterricht bei Frank Hiron und lernte Klarinette bei Herbert Pye. 1953 studierte er Holzblasinstrumente bei Dale Eisenhuth in Los Angeles. Von 1945 bis 1953 spielte er u. a. in den Bands von Stan Patton, Bobby Gimby und Trump Davidson. Mit dem Posaunisten Ross Culley und dem Saxophonisten Roy Smith leitete er von 1952 bis 1957 eine siebzehnköpfige Jazzband. Zwischen 1956 und 1974 war er zudem Mitglied der Bands von Phil Nimmons, bei dem er auch Orchestrierung studierte.
Ab 1954 spielte Thot Saxophon in den Orchestern der CBC unter Leitung von Jack Cane. Ende der 1950er Jahre war er musikalischer Leiter der CBC-Sendung Parade, später komponierte er auch Jingles für den Sender. Bekannt wurden in Kanada seine Instrumentierung des Themas für die Hockey Night in Canada, das von ihm komponierte offizielle Thema Ontarios für die Einhundertjahrfeier Kanadas, A Place to Stand, und Musik für Rich Littles TV-Show A Christmas Carol. Für das Label CTL produzierte er LPs mit Bobby Edwards’ Fat City Guitars und mit dem Posaunisten Ted Roderman.
Neben mehreren eigenen LPs spielte Thot seit 1956 zahlreiche Alben als Solist von Phil Nimmons’ Band und Mitglied von Rob McConnells Jazzorchester Boss Brass ein; auch war er an Aufnahmen von Jimmy Dale, Gene Lees, Guido Basso, Peter Appleyard und Sammy Nestico beteiligt. Gelegentlich trat er auch mit einem eigenen Jazzquartett in Toronto auf. Auch seine Brüder Rudy und Tony Thot wurden als Musiker bekannt.